# Ian Jacob Pieters
Ian Jacob Pieters of Ian Pieters (Rotterdam, 16 oktober 1925 - 23 juni 2020) was een Nederlandse beeldhouwer en medailleur.

## Leven en werk
Pieters ontving zijn opleiding beeldhouwkunst aan de Academie voor Beeldende Kunsten en Technische Wetenschappen in zijn geboortestad.
Pieters creëerde aanvankelijk sculpturen met het materiaal brons, maar ging vanaf de tachtiger jaren installatiekunst maken met gebruikmaking van diverse materialen. Hij woonde en werkte van 1969 tot 1996 in Rhoon en was docent aan de Academie van Bouwkunst Rotterdam (AVBR) in Rotterdam.
In 1981 werd Pieters onderscheiden met de Hendrik Chabot Prijs. Ter gelegenheid van zijn tachtigste verjaardag organiseerde museum Beelden aan Zee in Scheveningen van december 2005 tot maart 2006 een overzichtstentoonstelling.
Pieters was een broer van Ludo Pieters en overleed in 2020 op 94-jarige leeftijd.

## Werken in de openbare ruimte (selectie)
- Isis (1952), Delftsevaart in Rotterdam
- Hommage à Leopold (1958), De Doelen in Rotterdam
- Abstract in brons (1962), Argonautenweg in Rotterdam
- Een plaatsje in de zon (1963), Middenbaan in Rotterdam
- Halve kruik (1968), Alexander Numankade in Utrecht[1]
- De eilanden (1970), Alsemstraat in Rotterdam
- Golfbreker (1975), Metrostation Hoogvliet in Rotterdam
- Monument voor een plant (1976), Waalstraat in Vlaardingen
- Boogvorm met regenboog (1983), Molecatensingel in Rotterdam

## Fotogalerij

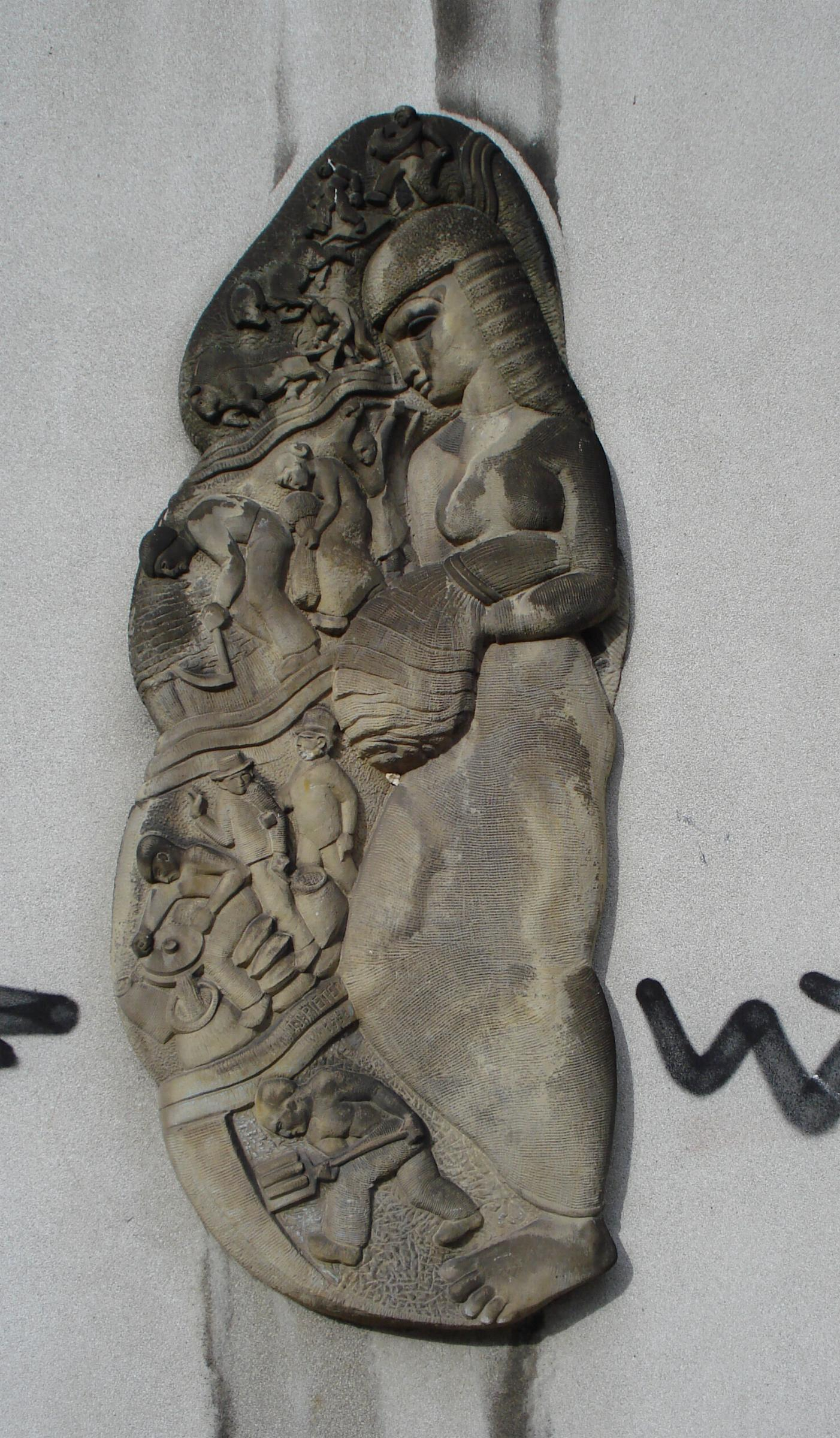
Isis (1952)
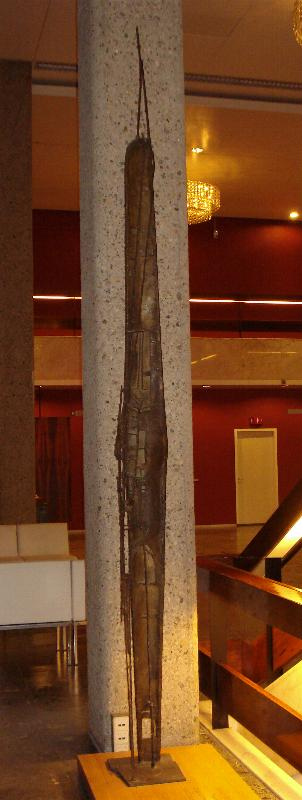
Hommage aan Leopold (1958)
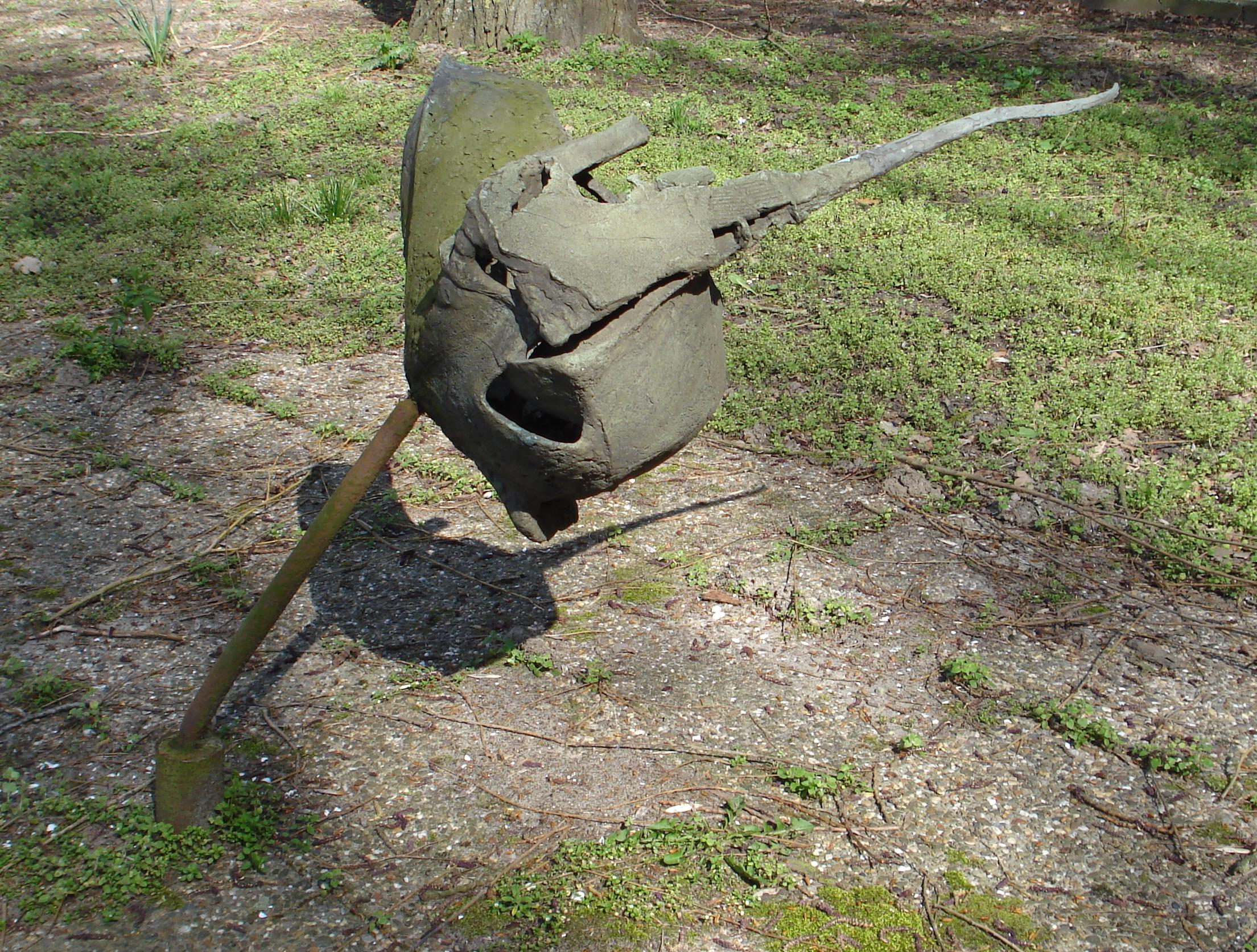
Abstract in brons (1962)
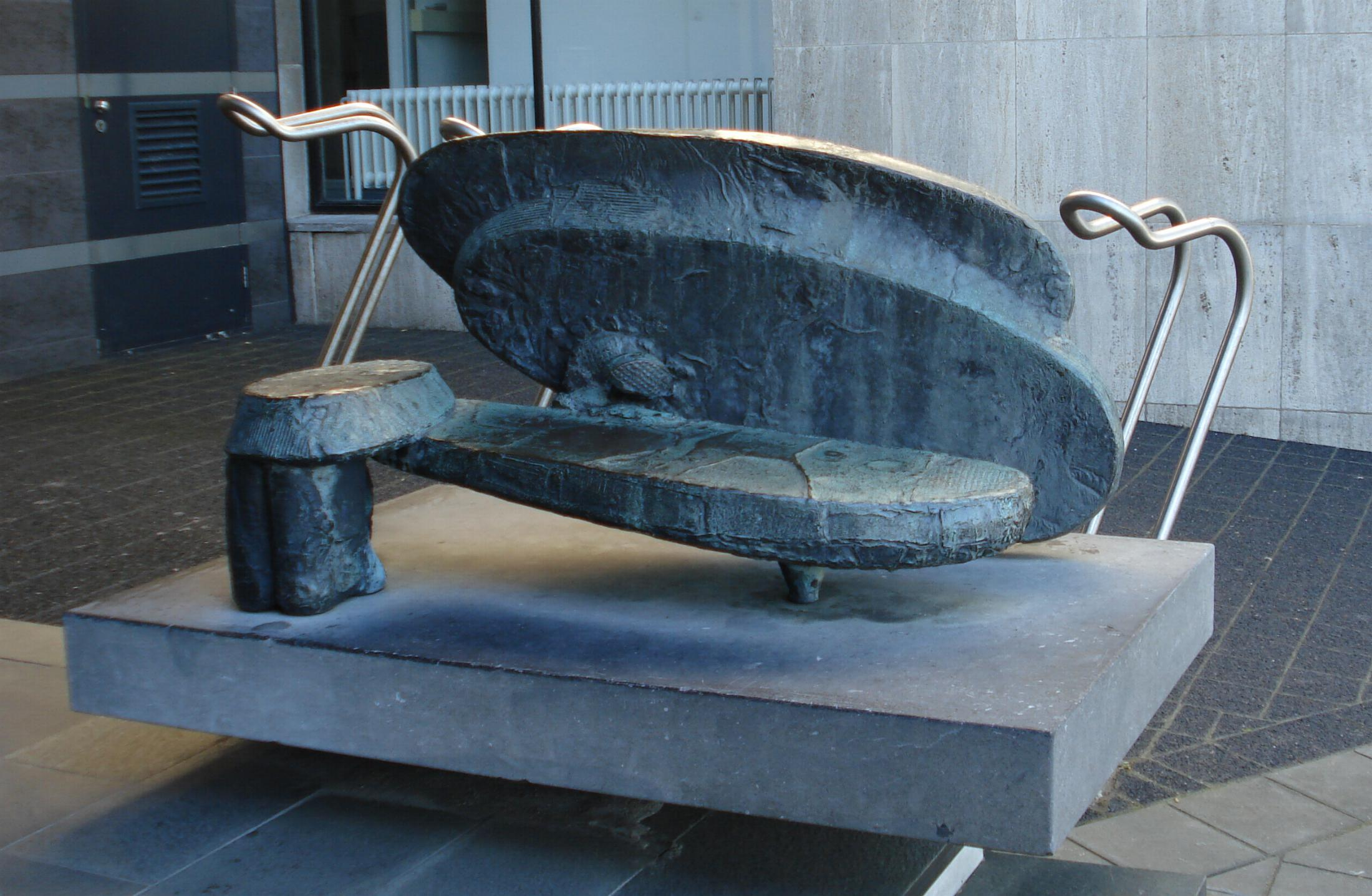
Een plaatsje in de zon (1963)
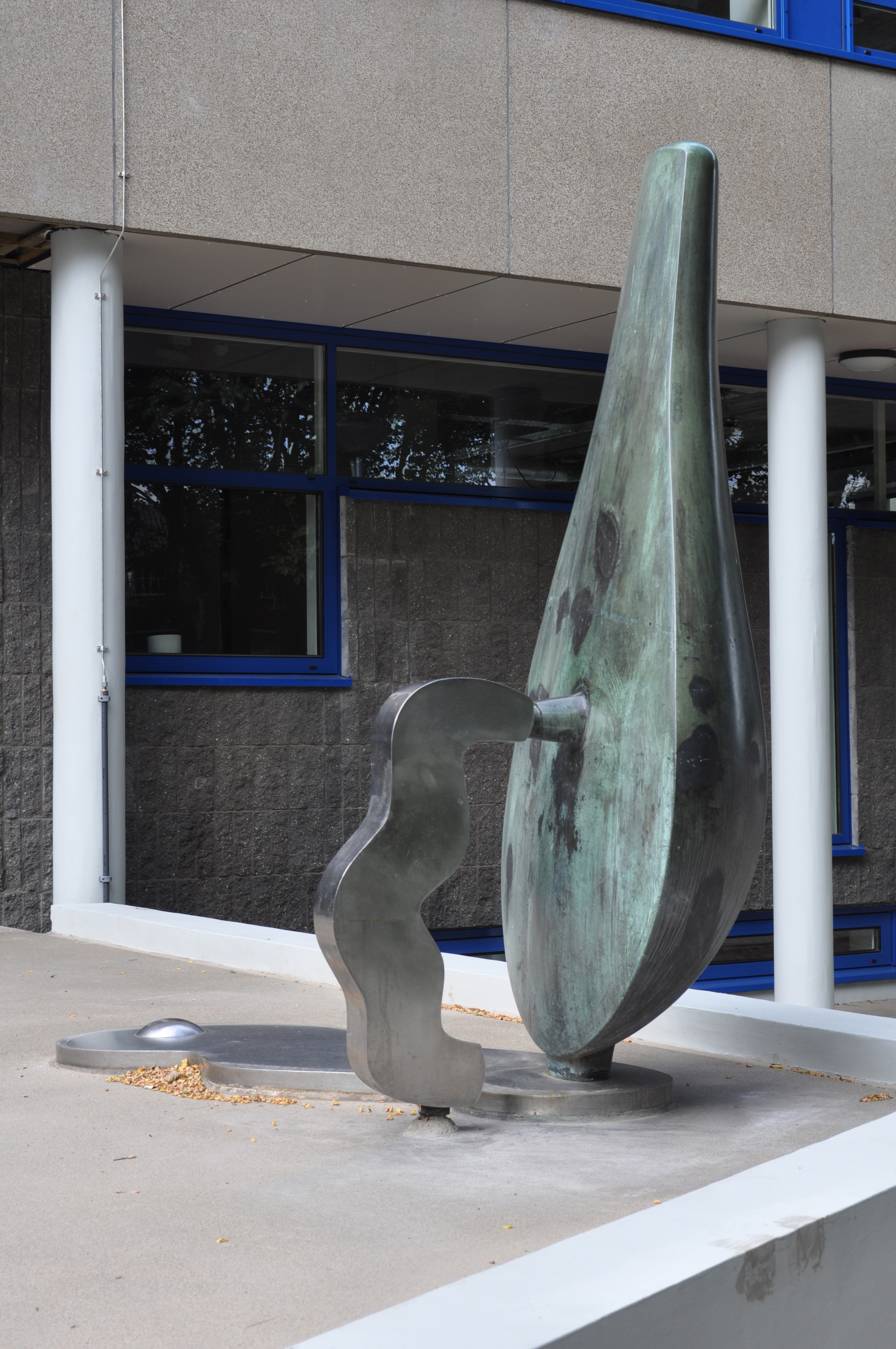
Halve kruik (1968)
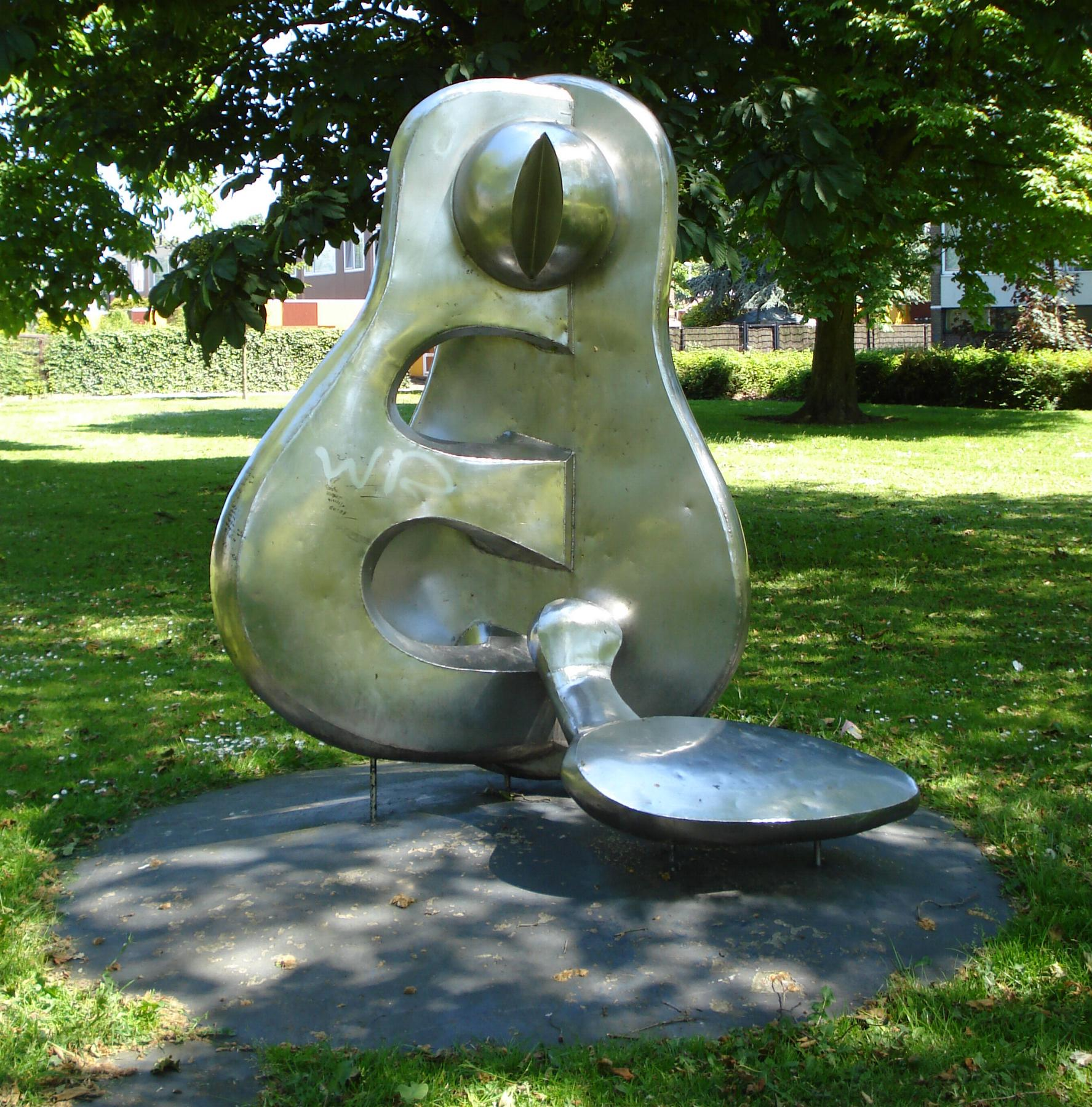
De eilanden (1970)
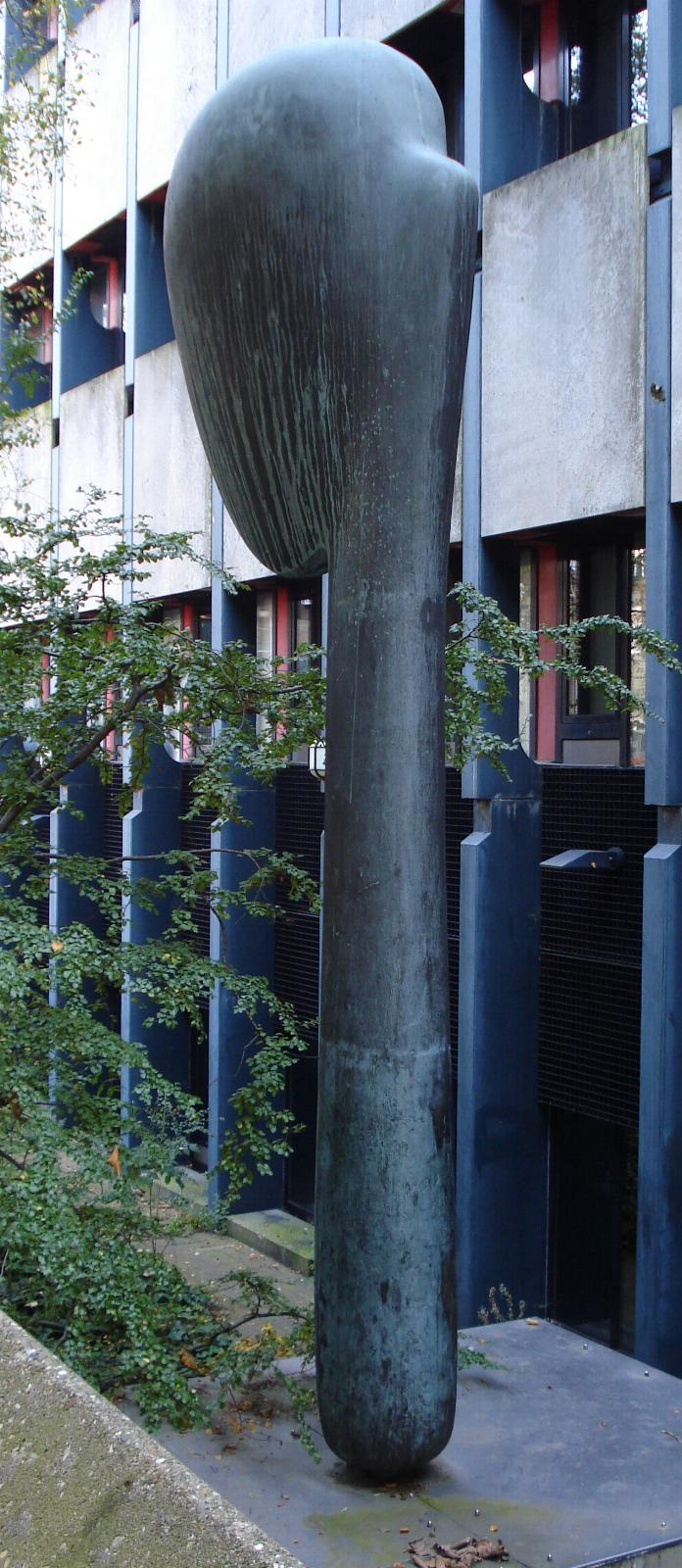
Monument voor een plant (1976)
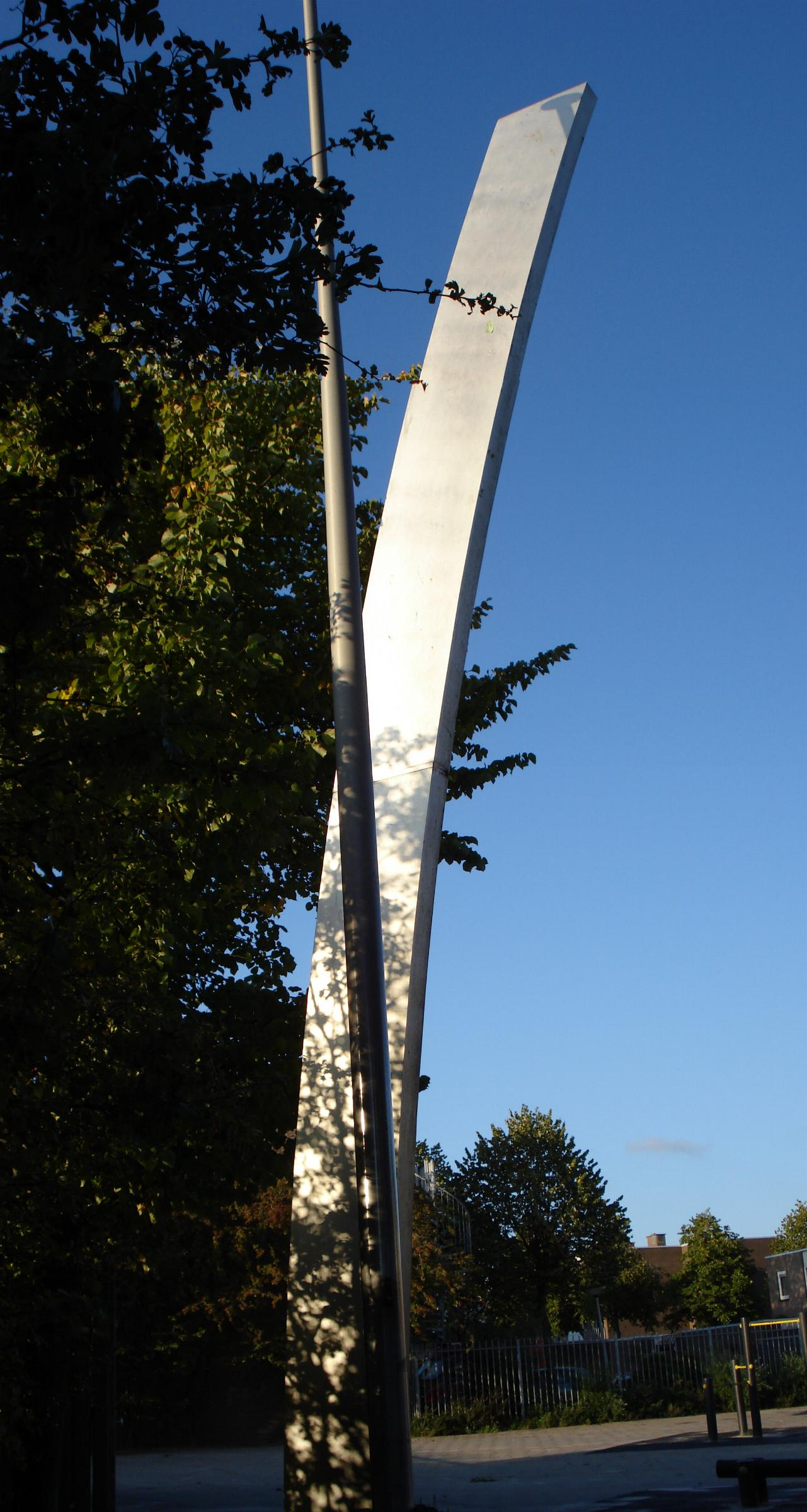
Boogvorm met regenboog (1983)
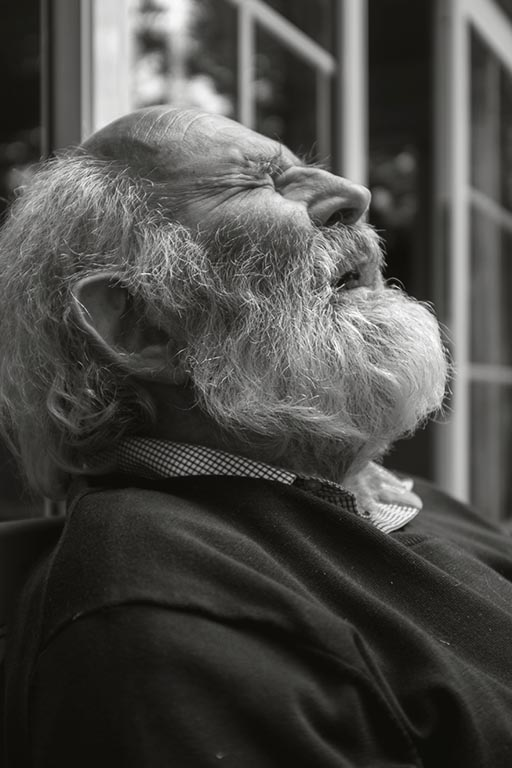
Ian Jacob Pieters, 2016